# Wenkpootje
Het wenkpootje (Cnemidophorus lemniscatus) is een hagedis uit de familie tejuhagedissen (Teiidae). 

## Naam
De soort werd voor het eerst wetenschappelijk beschreven door Carl Linnaeus in 1758. Oorspronkelijk werd de wetenschappelijke naam Lacerta lemniscata gebruikt.

## Verspreiding en habitat
De soort komt voor in laaglanden en bossen op open en droge plekken in grote delen van noordelijk Zuid- en zuidelijk Noord-Amerika; Brazilië, Colombia, Frans-Guyana, Guatemala, Guyana, Honduras, Nicaragua, Panama, Aruba, Belize, Suriname, Trinidad en Tobago en Venezuela. Binnen het Nederlands taalgebied komt de hagedis daarnaast voor in Suriname en op het eiland Aruba. Mogelijk komen ook populaties voor in de landen El Salvador en Costa Rica.
Het wenkpootje komt ook voor in de Amerikaanse staat Florida, maar hier is de soort door de mens geïntroduceerd. 
De habitat bestaat uit open plekken in bossen in relatief laaggelegen gebieden. De hagedis is aangetroffen op een hoogte van ongeveer 100 tot 400 meter boven zeeniveau.

## Uiterlijke kenmerken
Het wenkpootje bereikt een totale lichaamslengte tot maximaal 33 centimeter, de mannetjes worden groter dan de vrouwtjes. De staart is langer dan het lichaam en bedraagt ongeveer 65 tot 70 procent van de totale lengte. De staart is duidelijk geribbeld, in tegenstelling tot verwante soorten die een relatief gladde staart hebben. 
De mannetjes hebben in de paartijd felle groene en blauwe kleuren. De bovenzijde van de flanken is groen, de onderzijde bruin met ronde gele vlekjes. De bovenzijde van de rug is roestbruin. De zijkanten van de kop hebben een heldere groene tot bruine kleur. De onderzijde van het gehele lichaam inclusief ledematen en staart is lichtblauw van kleur. De vrouwtjes en de jongere dieren zijn bruin aan de bovenzijde en hebben negen tot tien gele lengtestrepen aan de bovenzijde van het lichaam.

## Levenswijze
Bij gevaar kan het wenkpootje op de achterpoten snel wegvluchten waarbij de staart omhoog gehouden wordt. Het is een bodembewoner die overdag actief is. De hagedis spendeert veel tijd in het nemen van een zonnebad, dergelijk gedrag wordt wel heliofiel genoemd. Het wenkpootje staat bekend als een van de snelste reptielen ter wereld. De hagedis kan eenmaal opgewarmd door de zon een snelheid bereiken van 24 tot 28 kilometer per uur. Het voedsel bestaat uit insecten en spinnen. Deze dieren worden, waar ze voorkomen, als erg nuttig gezien. Soms komen ze in grote aantallen voor en zijn ze een attractie op zich.
Een bijzonderheid is dat soms volledig parthenogene populaties voorkomen. Dit wil zeggen dat er alleen vrouwtjes zijn en er geen mannetjes voorkomen. De vrouwtjes zijn eierleggend, de vier tot zes eieren worden afgezet op de bodem. Na ongeveer acht tot tien weken kruipen de juvenielen uit het ei.